# Попешти (Брази)
Попешти (рум. Popești) насеље је у Румунији у округу Прахова у општини Брази. Oпштина се налази на надморској висини од 136 m.

## Становништво
Према подацима из 2002. године у насељу је живело 1796 становника, од којих су сви румунске националности.